# جوناثان ستيفنسون
جوناثان ستيفنسون (بالإنجليزية: Jonathan Stephenson)‏ هو سياسي بريطاني، ولد في 2 نوفمبر 1950، وتوفي في 21 ديسمبر 2011.